# Deppea purpurascens
Deppea purpurascens là một loài thực vật có hoa trong họ Thiến thảo. Loài này được Lorence mô tả khoa học đầu tiên năm 1988.